# 上坂昇 (アメリカ研究者)
上坂 昇（こうさか のぼる、1942年5月29日 - ）は、日本のアメリカ研究者、桜美林大学名誉教授。

## 略歴
東京生まれ。東京外国語大学卒業後、時事通信社、小学館、在日アメリカ大使館勤務を経て、1988年桜美林大学教授となる。2013年定年、名誉教授。専門はアメリカ研究。

## 著書
- 『現代アメリカの保守勢力 政治を動かす宗教右翼たち』ヨルダン社 1984
- 『アメリカ黒人のジレンマ 「逆差別」という新しい人種関係』明石書店(世界差別問題叢書) 1987
- 『アメリカの貧困と不平等』明石書店 (世界人権問題叢書 1993
- 『キング牧師とマルコムX』1994 講談社現代新書
- 『神の国アメリカの論理 宗教右派によるイスラエル支援、中絶・同性結婚の否認』明石書店 2008
- 『オバマの誤算 「チェンジ」は成功したか』2010 角川oneテーマ21
- 『アメリカの黒人保守思想 反オバマの黒人共和党勢力』明石書店 2014
- 『カリフォルニアのワイン王薩摩藩士・長沢鼎 宗教コロニーに一流ワイナリーを築いた男』明石書店 2017

### 翻訳
- アンドリュー・ハッカー『アメリカの二つの国民 断絶する黒人と白人』明石書店 1994
- シーモア・マーティン・リプセット『アメリカ例外論 日欧とも異質な超大国の論理とは』金重紘共訳 明石書店 (明石ライブラリー) 1999
- ティム・ワイズ『オバマを拒絶するアメリカ レイシズム2.0にひそむ白人の差別意識』明石書店 2010

## 論文
- 上坂昇「アメリカ政治と宗教右翼」『海外事情』第33巻第5号、拓殖大学海外事情研究所、1985年5月、54-68頁、CRID 1520009407546262144、ISSN 04530950。
- 上坂昇「アメリカの宗教界と外交問題」『海外事情』第34巻第12号、拓殖大学海外事情研究所、1986年12月、2-17頁、CRID 1520853832028530816、ISSN 04530950。
- 上坂昇「米国は黒人大統領を持てるのか:民主党にとってのジレンマ「ジャクソン問題」」『世界週報』第69巻第20号、時事通信社、1988年5月、12-17頁、CRID 1523951028220995200、ISSN 09110003。
- 上坂昇「オコナー最高裁判事の「保守思想」」『アメリカ研究』第1989巻第23号、アメリカ学会、1989年、122-139頁、CRID 1390282680326894208、doi:10.11380/americanreview1967.1989.122、ISSN 03872815。
- 上坂昇「アメリカのリベラリズム復活」『海外事情』第37巻第6号、拓殖大学海外事情研究所、1989年6月、72-88頁、CRID 1520572357724233216、ISSN 04530950。
- 上坂昇「黒人の政治進出と人種関係の変化」『海外事情』第38巻第6号、拓殖大学海外事情研究所、1990年6月、52-68,34、CRID 1520009409295441024、ISSN 04530950。
- 上坂昇「保守派に支配された米連邦最高裁:公民権運動に"逆境の時代"つづく」『世界週報』第72巻第45号、時事通信社、1991年11月、56-61頁、CRID 1521136280054797696、ISSN 09110003。
- 上坂昇「アメリカ的多文化主義の意味」『国際問題』第437号、日本国際問題研究所、1996年8月、16-28頁、CRID 1523951029513103872、ISSN 04523377。